# Claorhynchus
Claorhynchus („zlomený zobák“, podle nalomených kostí v nasální části lebky) je pochybný rod pravděpodobně ceratopsidního dinosaura, žijícího na konci křídového období na území západu Severní Ameriky.

## Historie
Fosilie formálně popsal americký paleontolog Edward Drinker Cope v roce 1892. Holotyp nese katalogové označení AMNH 3978 a byl objeven v sedimentech souvrství Laramie na území Colorada. Dosud není jisté, o jakého dinosaura se jednalo, velmi pravděpodobně šlo ale o vývojově vyspělého ceratopsidního dinosaura (patrně rod Triceratops) nebo o kachnozobého (hadrosauridního) dinosaura.